# Arquidiócesis de Mercedes-Luján
La arquidiócesis de Mercedes-Luján (en latín: Archidioecesis Mercedensis-Luianensis) es una circunscripción eclesiástica de la Iglesia católica en Argentina. Se trata de una arquidiócesis latina, sede metropolitana de la provincia eclesiástica de Mercedes-Luján. Desde el 4 de octubre de 2019 su arzobispo es Jorge Eduardo Scheinig.

## Territorio y organización

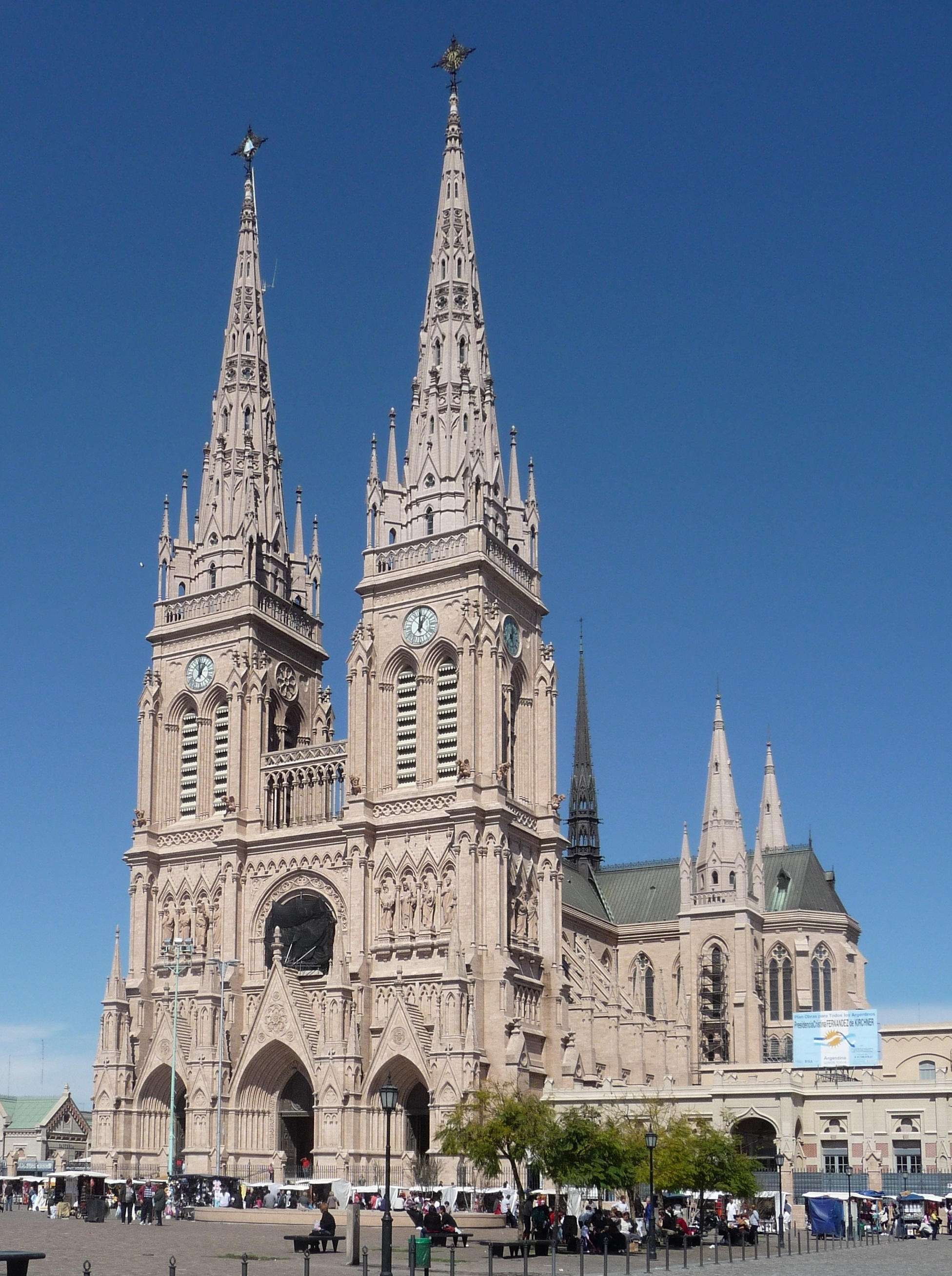
Basílica Nuestra Señora de Luján, santuario nacional a la santa patrona de Argentina

La arquidiócesis tiene 19 330 km² y extiende su jurisdicción sobre los fieles católicos de rito latino residentes en la provincia de Buenos Aires en los partidos de: Alberti, Carmen de Areco, Chacabuco, Chivilcoy, General Las Heras, General Rodríguez, Junín, Leandro N. Alem, Lobos, Luján, Marcos Paz, Mercedes, Navarro, San Andrés de Giles y Suipacha.

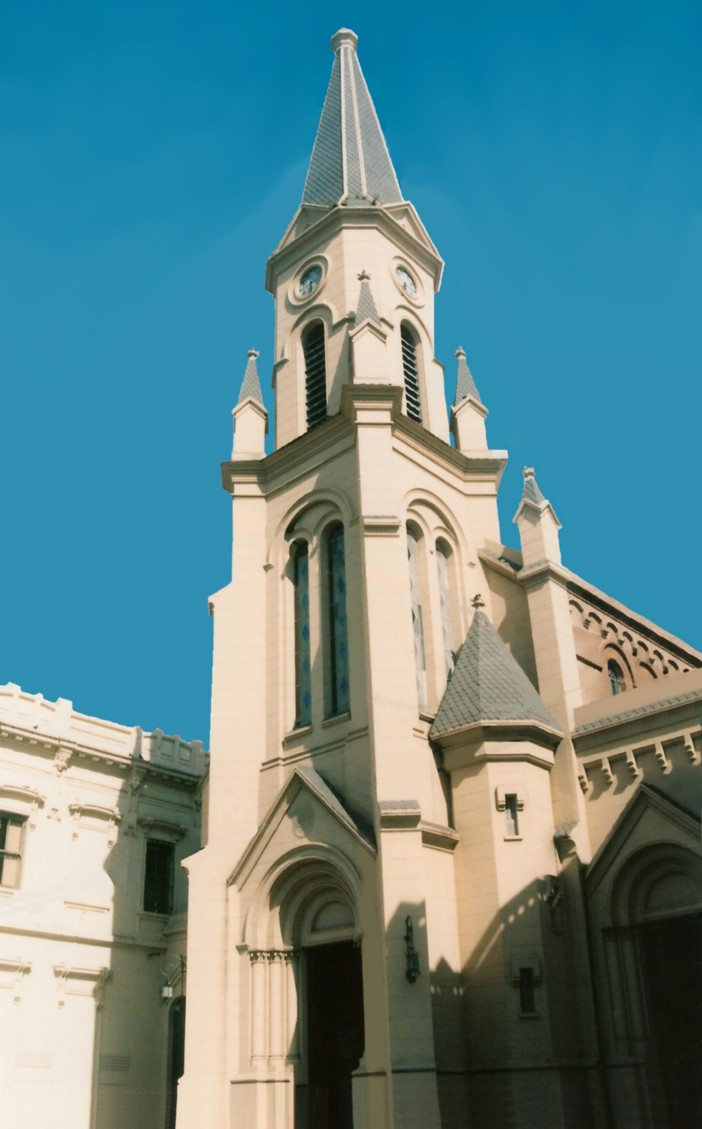
Iglesia matriz San Ignacio de Loyola, en Junín

La sede de la arquidiócesis se encuentra en la ciudad de Mercedes, en donde se halla la Catedral basílica Nuestra Señora de las Mercedes. En Luján se encuentra la basílica menor y santuario nacional de Nuestra Señora de Luján.
La arquidiócesis tiene como sufragáneas a las diócesis de: Merlo-Moreno, Nueve de Julio y Zárate-Campana.
En 2021 en la arquidiócesis existían 59 parroquias agrupadas en 5 zonas pastorales:
- Zona Mercedes: comprende las parroquias de: Mercedes, San Andrés de Giles
- Zona Luján: comprende las parroquias de: General Rodríguez, Jáuregui, Luján, Open Door, Torres
- Zona Lobos: comprende las parroquias de: Empalme Lobos, General Las Heras, Lobos, Marcos Paz, Navarro, Carboni
- Zona Junín: comprende las parroquias de: Agustín Roca, Alberdi, Alem, Chacabuco, Junín, O`Higgins, Vedia
- Zona Chivilcoy: comprende las parroquias de: Alberti, Carmen de Areco, Chivilcoy, Moquehuá, Rawson, Suipacha

## Historia
La diócesis de Mercedes fue erigida el 20 de abril de 1934 con la bula Nobilis Argentinae nationis del papa Pío XI, separando territorio de la diócesis de La Plata, al mismo tiempo elevada al rango de arquidiócesis metropolitana.

Apostolicae potestatis plenitudine, ea quae sequuntur statuimus ac decernimus: Decem novas dioeceses in Republica Argentina erigimus et constituimus, scilicet: (...) Mercedensis (...) Dioecesis Mercedensis territorium, quod a dioecesi de Plata disiungimus, quae sequuntur paroecias in primis complectetur: Mercedes, Suipacha, Navarro, San Andrés de Giles, Rojas, Junin, Sagrado Corazón, General Arenales, Leandro N. Alem, Chacabuco, Rawson, Salto, Carmen de Areco, IX de Julio, French, Chivilcoy, Alberdi, Bragado, General Viamonte, Lincoln, Roberts, Lujan, General Pinto, Ameghino, General Villegas, Bunge, Banderalo, Carlos Tejedor, Tres Algarrobos, Rivadavia, Trenque Lauquen, Berutti, XXX de Agosto, Pehuajó, Mones Cazón, Passo, Carlos Casares, Pellegrini, Saliqueló; atque praeterea territorii Gobernación de la Pampa partem septentrionalem, quae continet sequentes districtus: Santa Rosa, Rangul, Realicó, Chapaleufú, Marañó, Trenel, Conhelo, Quemú-Quemi, Catriló, Toay, Leventué, Chalileo, Chical-Co. In Mercedes autem urbe episcopalem sedem statuimus, cathedram vero in ecclesia ibidem exsistente sub titulo B. M. V. a Mercede (...) separamus, eique posthac Mercedensem et Amlensem dioeceses uti suffraganeas assignandus.
Parte de la bula Nobilis Argentinae nationis

Su primer obispo fue Juan Pascual Chimento, quien se había desempeñado como obispo auxiliar de La Plata hasta su designación el 13 de septiembre de 1934 para tomar posesión de la nueva sede. El 26 de octubre de 1938 el papa Pío XI lo promovió a arzobispo de La Plata. Para cubrir la vacante el papa Pío XII designó a Anunciado Serafini el 22 de marzo de 1938, quien tomó posesión el 29 de junio de 1939 y falleció en España el 18 de febrero de 1963.
El 21 de marzo de 1943 el obispo Anunciado Serafini instituyó el seminario mayor Pío XII en Mercedes. El mismo obispo también inauguró el seminario menor en Nueve de Julio y el pre-seminario en Estación Guanaco (Pehuajó) e inauguró la casa de vacaciones para seminaristas y sacerdotes en San Carlos de Bariloche.
El 3 de marzo de 1947 cedió una parte de su territorio para contribuir a la erección de la diócesis de San Nicolás de los Arroyos mediante la bula Maxime quidem iuvat del papa Pío XII.
El 11 de febrero de 1957 cedió otras porciones de territorio para contribuir a la erección de las diócesis de Nueve de Julio y de Santa Rosa mediante la bula Quandoquidem adoranda del papa Pío XII.
El tercer obispo de Mercedes fue Luis Juan Tomé, quien gobernó pastoralmente la diócesis desde el 22 de septiembre de 1963 hasta el 25 de septiembre de 1981, fecha en que falleció.
Originariamente sufragánea de la arquidiócesis de Buenos Aires, el 5 de mayo de 1967 mediante la bula Qui divino consilio del papa Pablo VI pasó a formar parte de la provincia eclesiástica de la arquidiócesis de La Plata.
El cuarto obispo fue Emilio Ogñénovich, quien siendo obispo auxiliar de la arquidiócesis de Bahía Blanca fue trasladado por el papa Juan Pablo II a la sede de Mercedes el 8 de junio de 1982 y tomó posesión el 10 de junio. El 21 de noviembre de 1997, al ser elevada la diócesis a arquidiócesis, fue promovido a arzobispo. Renunció por haber alcanzado el límite de edad el 7 de marzo de 2000 y falleció el 29 de enero de 2011.
El 10 de mayo de 1989, por decreto Qua sollicita de la Congregación para los Obispos, asumió el nombre de diócesis de Mercedes-Luján.
El 21 de noviembre de 1997, con la bula Omnibus satis constat del papa Juan Pablo II, fue elevada al rango de arquidiócesis inmediatamente sujeta a la Santa Sede.

Omnibus satis constat dioecesim Mercedensem-Luianensem magis in dies conspicuos facere spiritales progressus praesertim quoniam sub illius dicione celeberrimum est Sanctuarium Deo in honorem Beatae Mariae Virginis dicatum in urbe vulgo Luján, quod singularis evangelizationis locus habetur et quodammodo spiritale ducitur centrum totius Reipublicae Argentinae. (...) potestate Nostra Apostolica harumque Litterarum virtute, memoratam dioecesim Mercedensem-Luianensem ad gradum et dignitatem archidioecesis evehimus, quin suffraganeis polleat dioecesibus, statuentes ut ea dehinc huic Sedi Apostolicae immediate substet; eiusdem pariter pro tempore sacrorum Antistitem, qui Episcopus eidem in praesenti praeest Ecclesiae, titulo et honore Archiepiscopi exornamus, iuribus additis et privilegiis eiusmodi dignitatis propriis.
Parte de la bula Omnibus satis constat

El segundo arzobispo (y quinto diocesano) de Mercedes-Luján fue Rubén Di Monte, trasladado de la sede de Avellaneda el 7 de marzo de 2000. Tomó posesión el 29 de abril de 2000 y renunció por límite de edad el 27 de diciembre de 2007.
El tercer arzobispo (sexto diocesano) fue Agustín Radrizzani, quien siendo obispo de Lomas de Zamora fue promovido a esta sede arzobispal el 27 de diciembre de 2007.
El 4 de octubre de 2019 mediante la bula In libertatem vocati el papa Francisco elevó a la arquidiócesis a sede metropolitana, trasfiriendo como sus sufragáneas a las diócesis de Merlo-Moreno (hasta entonces sufragánea de Buenos Aires), Nueve de Julio y Zárate-Campana (ambas hasta entonces sufragáneas de La Plata).

## Estadísticas
Según el Anuario Pontificio 2022 la arquidiócesis tenía a fines de 2021 un total de 789 440 fieles bautizados.
| Año                                                                             | Población            | Población | Población      | Sacerdotes | Sacerdotes    | Sacerdotes    | Bautizados por sacerdote | Diáconos permanentes | Religiosos | Religiosos | Parroquias |
| Año                                                                             | Bautizados católicos | Total     | % de católicos | Total      | Clero secular | Clero regular | Bautizados por sacerdote | Diáconos permanentes | Varones    | Mujeres    | Parroquias |
| ------------------------------------------------------------------------------- | -------------------- | --------- | -------------- | ---------- | ------------- | ------------- | ------------------------ | -------------------- | ---------- | ---------- | ---------- |
| 1950                                                                            | 950 000              | 1 100 000 | 86.4           | 140        | 75            | 65            | 6785                     |                      | 146        | 415        | 59         |
| 1964                                                                            | 390 000              | 420 000   | 92.9           | 115        | 75            | 40            | 3391                     |                      | 59         | 274        | 28         |
| 1970                                                                            | 420 000              | 450 000   | 93.3           | 102        | 67            | 35            | 4117                     |                      | 58         | 202        | 31         |
| 1976                                                                            | 410 000              | 420 000   | 97.6           | 102        | 68            | 34            | 4019                     |                      | 64         | 228        | 34         |
| 1980                                                                            | 421 000              | 450 000   | 93.6           | 88         | 55            | 33            | 4784                     |                      | 80         | 180        | 34         |
| 1990                                                                            | 470 000              | 480 000   | 97.9           | 91         | 60            | 31            | 5164                     | 1                    | 66         | 215        | 38         |
| 1999                                                                            | 529 000              | 540 000   | 98.0           | 109        | 77            | 32            | 4853                     | 1                    | 67         | 160        | 44         |
| 2000                                                                            | 539 000              | 550 000   | 98.0           | 106        | 74            | 32            | 5084                     | 1                    | 67         | 186        | 44         |
| 2001                                                                            | 671 300              | 685 000   | 98.0           | 117        | 85            | 32            | 5737                     | 1                    | 67         | 186        | 46         |
| 2002                                                                            | 677 300              | 691 000   | 98.0           | 112        | 80            | 32            | 6047                     | 1                    | 71         | 186        | 46         |
| 2003                                                                            | 688 700              | 710 000   | 97.0           | 96         | 77            | 19            | 7173                     | 1                    | 58         | 182        | 54         |
| 2004                                                                            | 689 300              | 712 000   | 96.8           | 101        | 88            | 13            | 6824                     | 1                    | 40         | 182        | 48         |
| 2013                                                                            | 735 000              | 765 000   | 96.1           | 110        | 98            | 12            | 6681                     | 1                    | 30         | 164        | 48         |
| 2016                                                                            | 758 000              | 788 000   | 96.2           | 109        | 97            | 12            | 6954                     | 1                    | 28         | 166        | 49         |
| 2019                                                                            | 774 660              | 805 000   | 96.2           | 131        | 111           | 20            | 5913                     | 9                    | 42         | 156        | 54         |
| 2020                                                                            | 782 400              | 813 000   | 96.2           | 127        | 107           | 20            | 6161                     | 11                   | 37         | 145        | 59         |
| 2021                                                                            | 789 440              | 820 300   | 96.2           | 128        | 108           | 20            | 6167                     | 11                   | 35         | 138        | 59         |
| Fuente: Catholic-Hierarchy, que a su vez toma los datos del Anuario Pontificio. |                      |           |                |            |               |               |                          |                      |            |            |            |

## Episcopologio
- Juan Pascual Chimento † (13 de septiembre de 1934-16 de octubre de 1938 nombrado arzobispo de La Plata)
- Anunciado Serafini † (20 de junio de 1939-18 de febrero de 1963 falleció)
- Luis Juan Tomé † (26 de julio de 1963-25 de septiembre de 1981 falleció)
- Emilio Ogñénovich † (8 de junio de 1982-7 de marzo de 2000 retirado)
- Rubén Héctor di Monte † (7 de marzo de 2000-27 de diciembre de 2007 retirado)
- Agustín Roberto Radrizzani, S.D.B. † (27 de diciembre de 2007-4 de octubre de 2019 retirado)
- Jorge Eduardo Scheinig, desde el 4 de octubre de 2019